# Ahmed Shibrain
Ahmed Shibrain, auch Ahmad Muhammad Shibrain (* 1931 in Barbar, Sudan; † 2017) war ein sudanesischer Maler und ehemaliger Dekan des College of Fine and Applied Art in Khartum.

## Leben und Werk
Shibrain studierte Bildende Kunst am Khartoum Technical Institute (KTI), dem Vorläufer des späteren College of Fine and Applied Art in Khartum, und an der Central School of Art and Design in London. Ab 1972 war er Beauftragter für Kunst im sudanesischen Jugendministerium, später auch Kultursekretär im Ministerium für Kultur und Information. An der Sudan University for Science and Technology in Khartum wurde er 1975 Dekan des College für Schöne und Angewandte Künste und war dort auch Präsident der Mitarbeitergewerkschaft.
Gemeinsam mit Ibrahim El-Salahi gilt er als einer der führenden Vertreter der Khartoum School, die islamische, nubische, afrikanische und westliche künstlerische Traditionen vereint. Aus der traditionellen arabischen Kalligraphie entwickelten diese Künstler der sogenannten „hurufiyya“- Bewegung (abgeleitet vom arab. Wort für Buchstabe) zeitgenössische Formen der bildlichen Darstellung. Shibrains großformatige Kalligrafien, in denen die Worte religiöser Texte als eigenständige Ornamente und Bilder aufgefasst werden, fanden internationale Beachtung.
Seine Werke sind unter anderem in den Sammlungen der Barjeel Art Foundation in den Vereinigten Arabischen Emiraten und der Sammlung der National Archives (ehemals Harmon Foundation) in den USA vertreten.

## Ausstellungen
- 1967: 9. Biennale von São Paulo
- 1974: Contemporary African Art. National Museum of African Art, Washington D.C.
- 1996: The Right to Write. National Gallery, Amman, Jordanien